# Carlo Castelnuovo delle Lanze
Carlo Castelnuovo delle Lanze (San Paolo Bel Sito, 9 marzo 1895 – Udine, 1º dicembre 1917) è stato un militare italiano, decorato di medaglia d'oro al valor militare alla memoria nel corso della prima guerra mondiale.

## Biografia
Nacque a San Paolo Belsito, in provincia di Napoli, il 9 marzo 1895, figlio di Enrico e Costanza Filiasi, all'interno di una nobile famiglia di origine vercellese. Compì gli studi ginnasiali e liceali presso Collegio "Carlo Alberto" di Moncalieri, e nel 1913 fu ammesso a frequentare la Regia Accademia Militare di Fanteria e Cavalleria di Modena da cui uscì nel 1915 con la nomina a sottotenente assegnato all'arma di cavalleria, in forza al Reggimento "Lancieri di Vercelli" (26º) e assegnato ad uno squadrone appiedato che operava nel settore del basso Isonzo combattendo per circa un anno nella zona di Monfalcone. Nell'aprile 1916, promosso tenente, fece rientro presso la sede di guarnigione del reggimento, ma presentò subito domanda per ritornare in zona di operazioni. Dato che il padre in quel periodo era comandante di uno squadrone mitraglieri del "Lancieri di Vercelli" chiese, ed ottenne, di essere mandato ai reparti mitraglieri e nel gennaio 1917 fu mandato in servizio come comandante di sezione presso uno di tali reparti del Reggimento "Genova Cavalleria" (4º).
Nell'ottobre 1917, dopo l'esito disastroso della battaglia di Caporetto e la seguente ritirata generale dei reparti dell'esercito dietro la linea del Piave il giorno 29 lo squadrone mitraglieri prese posizione presso una strada del centro abitato di Pozzuolo del Friuli, dove, con il tiro preciso delle mitragliatrici fermò l'avanzata dei reparti della 117ª Divisione tedesca. Nel pomeriggio del giorno 30 rimase ferito da una pallottola esplosiva all'inguine, ma rifiutò di essere allontanato dalla linea di combattimento; con l'aggravarsi delle sue condizioni venne trasportato nelle retrovie, ma non poté essere evacuato e fu catturato dal nemico sul campo di battaglia. Fu trasferito presso l'ospedale di Udine, dove si spense il 1º dicembre. Con Regio Decreto del 19 agosto 1921 fu insignito della medaglia d'oro al valor militare alla memoria.  Una via di Torino,una di Vercelli e la piazza principale di San Paolo Bel Sito portano il suo nome.

### Fonti
1. 1 2 3 4 5 6  Combattenti Liberazione.
2. ↑  Carolei, Greganti, Modica 1968, p. 178.
3. 1 2  Associazione Nazionale del Fante Sezione di Legnano 2018, p. 504.
4. ↑  Medaglie d'oro al valor militare sul sito della Presidenza della Repubblica